# Конец детства
«Конец детства» (англ. Childhood's End) — научно-фантастический роман Артура Кларка, опубликованный в 1953 году. Первая из трёх частей романа переработана из раннего рассказа автора «Ангел-хранитель» (англ. Guardian Angel, 1950). Книга о последнем поколении людей и о самом последнем человеке. Она рассказывает о том, как могущественные и таинственные пришельцы преградили людям путь к космосу, и о последующей судьбе человечества, о его назначении и месте во Вселенной. В 1990 году Кларк переписал первую главу, приблизив действие к современным реалиям.
Книга часто считается лучшим романом Кларка по мнению читателей и критиков, а также «классикой литературы о пришельцах». Вместе с «Песнями далёкой Земли» Кларк называл «Конец детства» одним из любимых среди своих романов. Роман был в числе номинантов на ретроспективную премию Хьюго за 1954 год, но уступил «451 градусу по Фаренгейту».
Экранизировать роман ещё в 1960-х годах планировал режиссёр Стэнли Кубрик. В 1997 году BBC представила двухчасовую радиопостановку романа. В 2015 году по мотивам произведения Кларка был снят одноимённый мини-сериал, вышедший на канале Syfy.

## Содержание

### Сюжет
Роман хронологически поделён на три части, повествование ведётся от третьего лица, без главного героя. В начале книги автор сразу уточняет, что высказанные в романе мнения не совпадают с его точкой зрения.

#### Часть 1. Земля и Сверхправители
1970-е годы. Между США и СССР идёт космическая гонка, обе сверхдержавы почти готовы отправить пилотируемый корабль к Луне. Но именно в этот момент над крупнейшими земными столицами появляются громадные инопланетные корабли. Через шесть дней молчания по всем радиочастотам некий пришелец Кареллен объявил, что он назначается попечителем Земли и полностью берёт межправительственные отношения под свой контроль во избежание войн и угнетения. Поэтому пришельцев назвали Сверхправителями, а в дальнейшем Кареллен общался с людьми через генсека ООН.
Несмотря на исчезновение угрозы войн, среди землян возникло оппозиционное движение из недовольных контролем Сверхправителей и ослаблением суверенитета отдельных государств, протестующее против образования Всемирной федерации. Особое подозрение вызывает скрытность Сверхправителей, которые не показывают свой облик, и даже генеральный секретарь ООН общается с попечителем на его корабле через тёмный экран. Представители радикального крыла оппозиции похищают генсека Стормгрена, однако Кареллен легко его освобождает. Но Стормгрен, хотя поддерживает Сверхправителей, тоже хочет знать, почему они такие скрытные. Поэтому он просит инженеров разработать способ увидеть их и на последней встрече с Карелленом в должности генсека Стормгрену удаётся приподнять эту завесу тайны. Однако увиденное настолько поразило его, что никому из людей он ничего не рассказывает. Чтобы немного успокоить общественность, попечитель Кареллен обещает показаться людям, когда они к этому будут готовы — через 50 лет после ухода Стормгрена.

#### Часть 2. Золотой век
Проходит 50 лет. На подконтрольной Сверхправителям Земле наступил Золотой век: исчезли войны и опасные болезни, нищета и дискриминация, всё промышленное производство было автоматизировано, и каждый человек теперь мог заняться тем делом, которое больше всего любил. Присутствие кораблей Сверхправителей стало восприниматься как нечто обыденное, и Кареллен впервые показывается людям. Сверхправители оказались летающими существами, внешне похожими на дьяволов из авраамических религий, поэтому, опасаясь влияния предрассудков, они первоначально скрывали свой облик.
Обладая огромными техническими познаниями, Сверхправители неожиданно заинтересовались сверхъестественными явлениями, большое количество которых было зафиксировано человечеством за всю свою историю. Кареллен посылает одного из коллег, Рашаверака, к обладателю крупнейшей коллекции соответствующей литературы, Руперту Бойсу. В это время у Бойса проходит свадебная вечеринка, на которой присутствуют, в частности, Джордж Грегсон с подругой Джин Моррел и новый шурин Бойса Ян Родрикс. Вместе с Рупертом, Рашавераком и другими гостями они участвуют в своеобразном спиритическом сеансе, во время которого Яну удаётся узнать номер родной звезды Сверхправителей из звёздного каталога, раскрыв ещё одну загадку пришельцев.
Как неисправимый романтик, Ян Родрикс очень хочет отправиться к звёздам, что невозможно сделать под контролем Сверхправителей. Но зная, сколько будет длиться полёт к системе Сверхправителей с околосветовой скоростью с учётом релятивистского эффекта, он тайком пробирается на отбывающий с Земли грузовой звездолёт. Кареллен, впрочем, об этом узнаёт и сообщает о случившемся земной прессе, подчеркнув, что это останется единственным случаем, так как звёзды — не для человека.

#### Часть 3. Последнее поколение
Получив благодаря Сверхправителям множество материальных благ, люди кое-что потеряли — не к чему стало стремиться, нечего добиваться. Поэтому на двух отдалённых островах была создана Колония — очаг независимой культуры, где люди частично возвращались к своим корням, развивая самобытную человеческую культуру. В Колонию переселились Джордж и Джин, которые вскоре после сеанса Бойса заключили брачный договор и воспитывали двоих детей — восьмилетнего Джеффри и маленькую Дженнифер. Они ещё не знали, что эти дети принадлежат уже не им…
Джеффри стали сниться странные сны, в которых он бывал на разных, диковинных планетах. А у Дженнифер вообще начали появляться сверхъестественные способности типа телекинеза. В связи с этим Кареллен делает своё последнее заявление всему человечеству. Он объясняет цель Сверхправителей на Земле, что они просто бесплодные акушеры, которые должны проследить, чтобы человечество перешло на очередную ступень эволюции, избавилось от физической оболочки и влилось в Сверхразум — нематериальную сущность, постоянно впитывающую в себя новые разумные цивилизации со всеми знаниями. Все дети младше 10 лет уже не являются по сути людьми и дальше сами о себе позаботятся, а роль человечества на этом заканчивается. Люди полностью теряют цель существования, и человеческая цивилизация в течение считанных десятилетий гибнет.
Все эти события Ян Родрикс пропускает, зато он стал единственным из людей, кто побывал на удивительной планете Сверхправителей. Но пришло время возвращаться, и через 80 лет после отбытия Ян прибывает на Землю, постарев лишь на несколько месяцев. Родная планета оказывается заброшенной, осталась лишь база Сверхправителей и последнее поколение, готовящееся к соединению со Сверхразумом. Потомкам людей начинает мешать всё материальное, поэтому нахождение на планете становится опасным для Сверхправителей. Ян же остаётся на Земле, чтобы погибнуть вместе с ней. Дети последнего поколения сливаются со Сверхразумом, при этом полностью уничтожая Землю, а Сверхправители улетают, чтобы продолжить службу неведомому повелителю.

### Персонажи

#### Люди
- Рикки Стормгрен — генеральный секретарь ООН в первой части, финн по происхождению;
- Питер ван Риберг — заместитель Стормгрена;
- Руперт Бойс — смотритель Африканского заповедника, обладатель одного из лучших в мире собраний книг по парапсихологии и смежным вопросам;
- Ян Родрикс — очередной шурин Бойса, мулат, романтик и мечтатель, недовольный покровительством Сверхправителей;
- Джордж Грегсон — телевизионный сценарист, отец Джеффри;
- Джин Моррел — мать Джеффри;
- Джеффри Грегсон — «Номер Первый» в обозначении Сверхправителей, ребёнок, с которого начался Всеобъемлющий Прорыв Сверхразума.

#### Сверхправители
- Кареллен — попечитель человечества, глава миссии Сверхправителей на Земле;
- Рашаверак — помощник Кареллена, посланный изучать библиотеку Бойса;
- Тхантхалтереско — инспектор, проверявший Колонию на возможность угрозы для миссии Сверхправителей;
- Виндартен — опекун Родрикса на время его посещения планеты Сверхправителей, быстро выучивший английский язык.

### Различия с оригинальным рассказом
Первая часть романа, переписанная на основе рассказа «Ангел-хранитель», сохраняет основную канву повествования оригинала: прибытие Сверхправителей, похищение Стормгрена, попытка последнего узнать тайну Сверхправителей. Однако есть ряд серьёзных отличий. В романе в качестве пролога добавлено описание подготовки СССР и США к организации пилотируемого полёта на Луну, что было прервано появлением кораблей Сверхправителей. В рассказе цели пришельцев более прозрачны: объединение человечества в единое государство с последующим присоединением к их галактической империи в качестве равноправных партнёров; в романе же цели раскрываются лишь в заключительной третьей части и совсем иные. Также в «Ангеле-хранителе» читатели, в отличие от Стормгрена, узнают об облике Сверхправителей в конце рассказа, а не в начале второй части вместе со всем человечеством. Неслучайность такого внешнего вида объясняется Стормгреном одинаково в обоих произведениях, однако в романе Кареллен позже назвал Яну Родриксу другую причину. Есть ещё множество более мелких различий, также роман ввиду большего объёма первой части содержит больше деталей и подробных описаний.

### Раса Сверхправителей

Сверхправитель в представлении Уэйна Барлоу из «Barlowe's Guide to Extraterrestrials»

Сверхправители (англ. Overlords) — единственная описанная инопланетная раса из романа, хотя упоминается существование в прошлом ещё нескольких разумных рас, разделивших судьбу человечества. В отличие от последних, Сверхправители по неизвестным причинам загнаны в эволюционный тупик и не могут влиться в Сверхразум, поэтому служат ему лишь инструментом. Попечитель Кареллен по этому поводу говорил, что его раса завидует людям.
Внешне Сверхправители выглядят похожими на дьяволов. Это летающие существа чёрного цвета с кожистыми крыльями, короткими рогами на голове и хвостом с острым, будто наконечник стрелы, концом, который помогает сохранять равновесие в полёте. Тело покрыто жёстким панцирем. Полный рост их несколько превосходит человеческий. Классифицировать Сверхправителей с точки зрения земной зоологии не представляется возможным, так как они являются продуктом совсем другой эволюции. Земная атмосфера пригодна Сверхправителям для дыхания, однако солнечный свет слишком ярок, поэтому на открытом пространстве они обычно появляются в тёмных очках.
На Землю Сверхправители прибыли с планеты в неприметной звёздной системе в 40 световых годах от Солнца. Однако, как установил Ян Родрикс, эта планета не является для них родной, там была искусственно создана удобная среда для жизни. Удобными условиями для Сверхправителей по сравнению с земными являются пониженная гравитация, более плотный воздух и тусклое освещение красного солнца.

## История написания

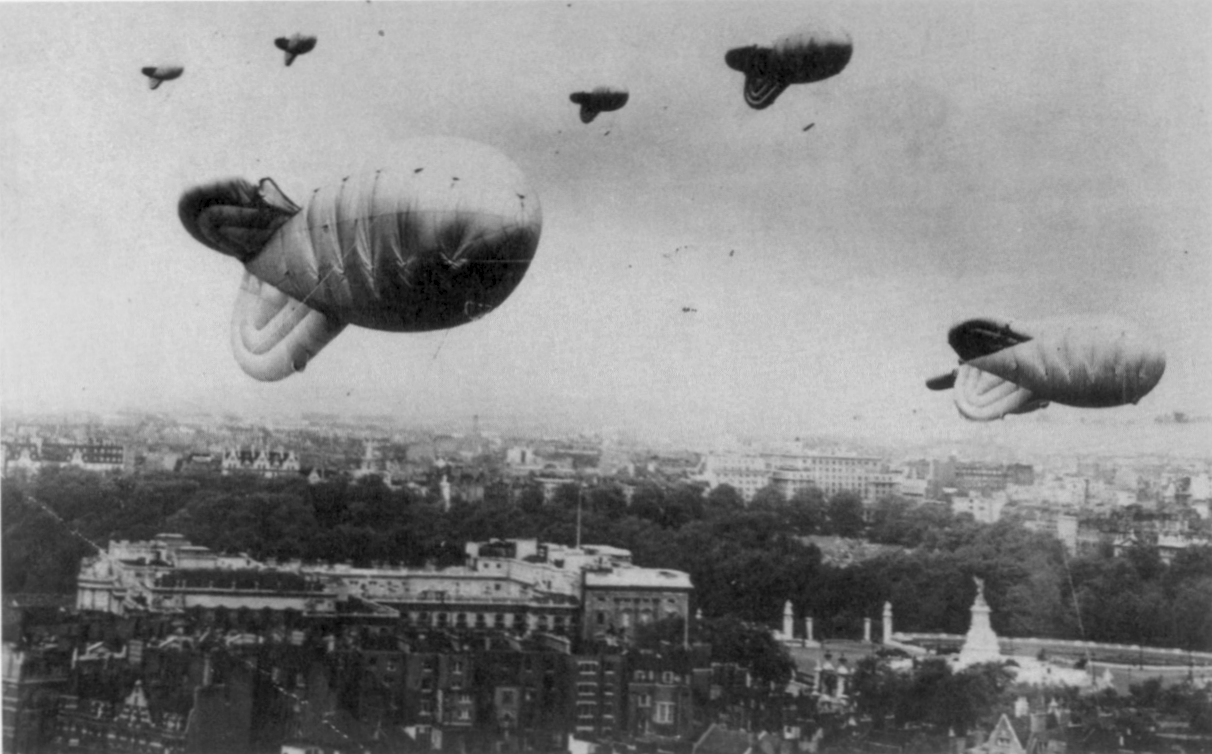
Заградительные аэростаты над Лондоном во время Второй мировой войны. Кларк наблюдал эту картину над городом в 1941 году. Позднее автор вспоминал, что его ранняя идея для рассказа, возможно, возникла благодаря этой сцене, только гигантские аэростаты преобразовались в корабли пришельцев

Роман начал создаваться в июле 1946 года, когда Кларк написал «Ангел-хранитель», рассказ, который впоследствии стал первой частью «Конца детства». Внешний вид Сверхправителей появился под влиянием «The Mightiest Machine» Джона У. Кэмпбелла, в котором присутствовал один дьяволоподобный вид существ. «Ангел-хранитель» первоначально был отвергнут несколькими редакторами, в том числе Кэмпбеллом. По просьбе литературного агента Кларка (и без ведома автора) рассказ был отредактирован Джеймсом Блишем, который переписал концовку. Версия Блиша была принята к публикации в апреле 1950 года журналом Famous Fantastic Mysteries. Оригинальная версия Кларка была позже опубликована в журнале New Worlds. Последний вариант больше напоминает первую часть романа, «Земля и Сверхправители», чем версия в редакции Блиша.
В феврале 1952 года Кларк начал работу над превращением «Ангела-хранителя» в роман, завершив первый вариант в декабре. Последние изменения были совершены в январе следующего года. На ключевую идею романа, возможно, повлияла известная работа Тейяра де Шардена «Феномен человека», несущая теогенетическую концепцию, согласно которой человечество обладает богосоздающей силой. Завязка новой книги приобрела другой смысл после того, как во время работы над научно-популярной книгой «Исследование космоса» (англ. The Exploration of Space, 1951) Кларк заинтересовался идеей, что было бы, если бы некая внешняя сила ограничила космическую экспансию человечества. Также в романе, как и в других произведениях автора, заметно значительное влияние творчества Олафа Стэплдона.
В апреле 1953 года Кларк отправился в Нью-Йорк вместе с «Концом детства» и ещё несколькими новыми работами. Его агент убедил издательство «Ballantine Books» принять этот роман вместе с «Прелюдией к космосу» и сборником рассказов «Экспедиция на Землю». Но сразу же издать роман помешало то, что Кларк сочинил две различные концовки для него, и последняя глава «Конца детства» всё ещё не была завершена. После Нью-Йорка писатель посетил в Атланте своего друга Яна Маколея, который принимал активное участие в борьбе против расовой сегрегации в США. В Атланте и была завершена последняя глава романа. Видимо, общение с Маколеем повлияло на то, что последним человеком на Земле и одним из важных героев Кларк сделал мулата Яна Родрикса.

## Публикации
Издательство «Ballantine Books» собиралось опубликовать «Конец детства» перед «Экспедицией на Землю» и «Прелюдией к космосу», но Кларк не спешил из-за неопределённости с концовкой для романа, которую нужно было выбрать из двух предварительных вариантов. По словам биографа Нила Макэлира, автор, возможно, не хотел сразу публиковать его из-за особого внимания к теме паранормального и трансцендентного Сверхразума. Хотя эта тема была эффективно использована Кларком в романе, Макэлир отмечает, что «это не та научная фантастика на научной основе, представителем которой он собирался стать». В то время, как писался роман, Кларк проявлял интерес к паранормальным явлениям, и лишь немного позже он стал, по собственным словам, «почти полным скептиком».
Издательство всё же смогло убедить Кларка позволить публиковать «Конец детства» первым, и 24 августа 1953 года роман был издан в обложке от американского иллюстратора научной фантастики Ричарда М. Пауэрса. Во время первой публикации Кларк как раз находился в кратковременном браке с американкой Мэрилин Мэйфилд, поэтому первоначально роман посвящался ей. Первое издание было в двух вариантах — как в мягкой, так и в твёрдой обложке, и мягкая являлась основным изданием, что необычно для 1950-х годов. Именно благодаря этой публикации впервые в своей карьере Кларк приобрёл известность как писатель.
Через несколько десятилетий Кларк подготовил новую редакцию книги в связи с рядом исторических событий. Во-первых, спустя 16 лет после первого издания, в 1969, Аполлон-11 доставил первых людей на Луну; во-вторых, ещё два десятилетия спустя президент Джордж Буш-старший объявил в 1989 году Space Exploration Initiative, призывая организовать пилотируемый полёт на Марс. В 1990 году Кларк добавил новое предисловие и переписал первую главу, изменив цель космической гонки с Луны на Марс. С тех пор издания выпускались или с оригинальным началом, или с обоими вариантами.

### Перевод на русский язык
Несмотря на то, что работы Кларка в СССР издавали довольно активно («Лунная пыль», «2001: Космическая одиссея», «Свидание с Рамой», «Фонтаны рая» и другие произведения), «Конец детства» длительное время был неизвестен советским читателям. Возможно, цензурное ограничение было следствием упоминания в прологе о немецких специалистах, вывезенных после войны в СССР для работы над секретными проектами.
Русский перевод романа был впервые издан лишь в 1988 году журналом «Химия и жизнь», в номерах 4-7. Этот перевод по оригинальной редакции романа сделала Нора Галь ещё в 1983 году, однако из-за смены руководства журнала его не опубликовали сразу. Для журнальной публикации Галь значительно сократила свой перевод, к тому же завершающие эпизоды с описанием уничтожения Земли и размышлениями Кареллена были полностью вырезаны по идеологическим причинам. По инициативе Валентина Рабиновича они были отдельно напечатаны журналом спустя четыре года, в номере 4 за 1992 год.
Начиная с 1991 года начали появляться и книжные издания романа без сокращений. В России издавался в основном вариант романа Галь, намного реже можно встретить перевод И. Измайлова. Отличить последний перевод можно по названию «Всевластители» вместо «Сверхправителей». Редакция 1990 года с новым авторским предисловием на русском языке не публиковалась.

## Отзывы и критика
Роман был хорошо принят большинством читателей и критиков. Всего лишь за два месяца после публикации были проданы все 210 тысяч экземпляров первого издания. The New York Times опубликовала две положительные рецензии на книгу: Бэзил Дэвенпорт сравнил Кларка с Олафом Стэплдоном, К. С. Льюисом и Гербертом Уэллсом, отметив их как «очень небольшую группу писателей, которые использовали научную фантастику как носитель философских идей». Уильям Дюбуа назвал книгу «первоклассным проявлением мастерства, которая стоит внимания каждого вдумчивого гражданина в это тревожное время». Дон Гусман из Los Angeles Times, восхищаясь романом за его напряжённость, мудрость и красоту, сравнивает роль Кларка как писателя с художником: «мастер звучного языка, художник картин в футуристических цветах, Чесли Боунстелл в словах». Обозреватель журнала Galaxy Science Fiction Грофф Конклин называл роман «неимоверно впечатляющей работой… непрерывным калейдоскопом неожиданностей».
Энтони Бучер и Фрэнсис Маккомас, однако, были более скептичны, найдя в романе «необычный дисбаланс между масштабным повествованием и рядом мелких эпизодических историй». Восхваляя работу Кларка за «стэплдонские исторические концепции и за качество его прозы и мышления», они в итоге заключают, что «Конец детства» является «неловкой и несовершенной книгой». Питер Миллер охарактеризовал роман как «очень фантастичный и поэтичный», но сделал вывод, что он «не лучше некоторых других произведений Кларка» из-за слабости в его «эпизодической структуре».
Брайан Олдисс и Дэвид Уингроув писали, что «Конец детства» опирается на «довольно тривиальные философские идеи», но Кларк «выразил их простым и возвышенным языком, который отдалённо напоминает „Псалтырь“, и в сочетании с театрализованным чувством утраты это приносит несомненный эффект».
Российский критик Вл. Гаков (псевдоним Михаила Ковальчука) объясняет неутихающий интерес читателей к книге тем, что «Артур Кларк поднял вопросы, на которые сам ответов — не знал. И вовлёк читателя в спор, который не устарел и сегодня». Он также отмечает, что «„Конец детства“, в отличие от грандиозной философской эпопеи Стэплдона, — увлекательная драма, спорная, будоражащая и самого автора».

## Адаптации и влияние
Режиссёр Стэнли Кубрик изначально был заинтересован в экранизации романа в 1960-х годах, но его уже выбрал другой режиссёр, Абрахам Полонски, который тогда как коммунист попал в чёрный список Голливуда. Вместо этого Кубрик сотрудничал с Кларком для адаптации рассказа «Часовой» (англ. The Sentinel), что вылилось в создание фильма «2001: Космическая одиссея» в 1968. За несколько месяцев до своего выступления на Вудстоке в 1969 году исполнитель фольклорных песен и гитарист Ричи Хэвенс рассказал журналу Ebony о своей высокой оценке романа Кларка и выразил личную заинтересованность в работе над будущей экранизацией «Конца детства». Сценарий Полонски и Говарда Коха так и не воплотился в фильм. С 2002 года права на роман перешли к Universal Pictures, режиссёр Кимберли Пирс был прикреплён к данному проекту. Долгое время о работе над экранизацией ничего не было известно, но в 2013 году каналом SyFy был анонсирован мини-сериал по книге. В дальнейшем появилась информация, что сериал будет состоять из шести эпизодов, а режиссёром проекта назначен Ник Харрэн, известный, в частности, по работе над некоторыми эпизодами «Доктора Кто» и «Шерлока». Премьера этого мини-сериала состоялась 14 декабря 2015 года.
Дэвид Элгуд впервые предложил создать радиопостановку романа в 1974 году, но это не получалось осуществить, пока радиорежиссёр Брайан Лайтхилл не вернулся к идее и не получил права в 1995 году. В дальнейшем Лайтхилл получил одобрение от BBC Radio в 1996 году и заказал сценарий Тони Малхолланду, результатом чего стала радиоадаптация из двух частей. BBC подготовила двухчасовую радиопостановку романа, трансляция на BBC Radio 4 была осуществлена в ноябре 1997 года. Запись была выпущена на кассете в 1998 году и на компакт-диске от BBC Audiobooks в 2007 году.
28 октября 2008 года Audible.com выпустил полную аудиоверсию «Конца детства» длительностью 7 часов и 47 минут с рассказчиком Эриком Майклом Саммерером. Журнал AudioFile в обзоре оценил повествование в озвучке Саммерера как «гладко поданное и полностью надёжное». Дополнительные вступление и комментарии написаны и прочитаны канадским писателем-фантастом Робертом Сойером.
Дэвид Гилмор при создании одноимённой песни Pink Floyd позаимствовал название её именно у романа Кларка. Текст песни описывает размышления последнего человека на Земле (предположительно, Яна Родрикса). Концовка романа, когда на Земле остались лишь собранные в одном месте человеческие потомки, послужила источником вдохновения для дизайнеров обложки альбома Led Zeppelin Houses of the Holy.
«Конец детства» является одной из самых любимых книг Майкла Стражински и в его сериале «Вавилон-5» прослеживаются ряд мотивов из книги. Например, понятие «молодых рас» типа человеческой, развивающихся из ранней примитивной стадии к более высокому уровню существования. В последнем эпизоде четвёртого сезона сериала, «Деконструкция падающих звёзд», изображено человечество спустя миллион лет, в результате развития отказавшееся от телесных оболочек в пользу энергетической формы существования, как и Сверхразум из романа. Режиссёр популярного аниме-сериала «Евангелион» Хидэаки Анно признаёт, что используемая в сериале теория Комплементации, включающая в себя объединение человечества в единый организм, частично позаимствована из третьей части романа.